# Karl Bauer (Paläontologe)
Karl Bauer (* 8. Dezember 1868 in Bruck an der Mur; † 18. November 1927 in Graz) war ein österreichischer Paläontologe.
Bauer studierte an der Universität Graz, wo er 1899 zum Dr. phil. promoviert wurde. Er war Professor an der Lehrerinnenbildungsanstalt in Graz.

## Veröffentlichungen
- Beiträge zur experimentellen Petrographie. Dissertation, Universität Graz, 1899 (handschriftlich).
- Zur Conchylienfauna des Florianer Tegels. In: Mitteilungen des Naturwissenschaftlichen Vereins für Steiermark. Band 39, 1899, S. 19–57 (zobodat.at [PDF]).